# Antoixikha
Antoixikha (en rus: Антошиха) és un poble del krai de l'Altai, a Rússia, que el 2013 tenia 106 habitants. Pertany al districte de Lóktevski.